# Dopefish
'Dopefish' é um peixe fictício que se originou no video game Commander Keen: Secret of the Oracle, quarto título da série, lançado em 1991. O personagem, desde então, evoluiu para uma piada interna da indústria de jogos para PC, fazendo aparições em jogos desde Wacky Wheels, de 1994, até títulos mais recentes como SiN Episodes: Emergence, de 2006, e Chili Con Carnage, de 2007. 
Fisicamente, o Dopefish é um peixe grande, verde e dentuço. É descrito no "Commander Keen 4" como "a segunda criatura mais estúpida no universo" (uma referência ao Bugblatter Ravenous Beast of Traal, descrito pelo "O Guia do Mochileiro das Galáxias" como a mais idiota), com padrões de pensamento que vão de "nadar nadar com fome" a "nadar nadar com fome". O jogo também mencionou que ele "come qualquer coisa viva e se movendo perto dele, mas prefere heróis". Sempre come algo, vira o rosto para o espectador e arrota. Tom Hall, da id Software, mais tarde lhe deu o nome científico fictício de "Pisces swimeatus". 
Em outubro de 1995, Joe Siegler, da 3D Realms, lançou o Dopefish.com, arquivando tudo relacionado ao Dopefish. Desde o lançamento, o site tem inspirado uma série de trabalhos artísticos e mercadorias relacionadas com o personagem, incluindo ASCII art, bichos de pelúcia e canecas. 
Tom Hall primeiro concebeu o Dopefish como um dos 24 potenciais personagens para Commander Keen: Secret of the Oracle. Em suas palavras, "eu apenas desenhei este peixe estúpido". No jogo, o Dopefish aparece na fase "The Well of Wishes". Nela, o jogador deve, entre outros perigos, evitar ser comido pelo Dopefish, em uma tentativa de resgatar um membro do Conselho.

## O Dopefish em jogos

### Jogos nos quais o Dopefish apareceu
Não inclui a série Commander Keen, nem criações de fãs. Em ordem cronológica.
- Wacky Wheels
- Quake
- Quake II (O Dopefish aparece estripado, pendurado num gancho.)
- Quake III Arena (Aparece "zumbificado" - o próprio Joe Siegler acha que esse desenho ficou distante deamais do desenho original do Dopefish.)
- Battlezone (Digitar "DOPEFISH" numa tela de sucesso de Red Odyssey revela um pequeno texto introdutório sobre o Dopefish.)
- Daikatana
- Anachronox
- Max Payne (Dopefish aparece em uma parede)
- Hyperspace Delivery Boy! (O Dopefish aparece como uma estátua.)
- Hitman 2: Silent Assassin (O Dopefish aparece como um brinquedinho de mesa.)
- Red Faction
- SuperTux
- Congo Cube
- Eternal Daughter (os únicos peixes do jogo se chamam Dopefish)
- Psychonauts (um peixe verde e redondo muito similar ao Dopefish aparece em uma doca)
- Deus Ex: Human Revolution

### Jogos que fazem referência ao Dopefish
Ainda que não tenha aparecido nesses jogos, o Dopefish é mencionado em algum lugar deles. 
- Rise of the Triad
- Duke Nukem 3D
- Shadow Warrior
- Jazz Jackrabbit 2
- Warcraft III

Durante um curto período, circulou o rumor de que o objeto com formato de peixe encontrado num pentagrama de Doom 3 seria um Dopefish. Na realidade, quando questionada por Joe Siegler, a id Software confirmou que não era o caso. 